# Bogusław
Bogusław  è un nome proprio di persona polacco maschile.

## Varianti
- Femminili: Bogusława[1]

### Varianti in altre lingue
- Ceco: Bohuslav[2]
  - Femminili: Bohuslava[3]
- Slavo medievale: Boguslav
- Slovacco: Bohuslav[2]
- Ucraino: Богуслав (Bohuslav)[2]
  - Femminili: Богуслава (Bohuslava)[3]

## Origine e diffusione
È composto dagli elementi bog ("dio", presente anche nei nomi Bogdan, Bohumír e Bogumił) e slav "gloria", elemento comune a molti nomi come Mścisław, Świętosław, Władysław e altri); il significato è "Gloria di Dio". A partire dal XII secolo il nome venne portato da numerosi duchi di Pomerania.

## Onomastico
Il nome è adespota, ovvero non è portato da alcun santo, quindi l'onomastico si festeggia ad Ognissanti, il 1º novembre.

## Persone
- Bogusław Zych, schermidore polacco

### Variante Bohuslav
- Bohuslav Balbín, scrittore e storico ceco
- Bohuslav Matěj Černohorský, compositore ceco
- Bohuslav Kirchmann, schermidore cecoslovacco
- Bohuslav Martinů, compositore ceco naturalizzato statunitense
- Bohuslav Ondráček, produttore discografico, musicista e talent-scout cecoslovacco
- Bohuslav Rylich, cestista cecoslovacco